# Здание основного русского фонда библиотеки им. В. В. Маяковского
Здание основного русского фонда библиотеки им. В. В. Маяковского — историческое здание в Санкт-Петербурге. Расположено в Центральном районе города, по адресу набережная реки Фонтанки, дом 44. Объект культурного наследия России регионального значения.

## История

### Предыстория
Начальные сведения об участке под современным адресом набережная реки Фонтанки, дом 44, восходят к первой трети XVIII века. Согласно «Переписи дворам в Санкт-Петербурге по Фонтанной речке», составленной в 1737 году Комиссией о каменном строении, участок принадлежал контр-адмиралу, командиру Кронштадтского порта лорду Дуффусу. В 1732 году Дуффус скончался, его двор «со всеми оного принадлежностями» был выставлен на продажу, выкуплен казной и передан во владение архимандриту Варлааму, основателю Троице-Сергиевой пустыни под Петербургом. В 1771 году временную церковь разобрали и устроили в восточном флигеле новую во имя преподобного Сергия Радонежского, которую освятили в сентябре 1772 года. В следующем году Варлаам перенес в деревянный дом контр-адмирала монастырское подворье, до этого располагавшееся на берегу Ждановки. В 1751–1753 годах, предположительно по проекту П. А. Трезини, на Фонтанке было построено каменное одноэтажное на высоких подвалах здание для монахов, позже каменный дом с двумя флигелями. 7 ноября 1754 года состоялось освящение при нём походной церкви в честь Казанской иконы Божией Матери. В 1771 году временную церковь разобрали и устроили в восточном флигеле новую во имя преподобного Сергия Радонежского, которую освятили в сентябре 1772 года .
В 1830-1831 годах Иосиф Шарлемань расширил церковь приделом, был выполнен новый иконостас, некоторые образа для которого написал А. Г. Венецианов. Обновленный храм переосвятили 7 апреля 1831 года; в нём хранилась чтимая икона с частицей мощей преподобного, перед которой по понедельникам служили акафист, и ковчег с такой же частицей (после закрытия храма мощи и ковчег передали в Знаменскую церковь). Вход в храм (паперть) вел с набережной Фонтанки и примыкал к соседнему дворцу Белосельских-Белозерских. Сама же церковь преподобного Сергия была обращена во двор подворья, в нижнем этаже её находилась часовня. В 1849 году архитектор А. И. Ланге перестроил деревянную паперть в двухэтажную каменную, завершив её звонницей в пределах третьего яруса.

### Перестройка. Архитектор А. М. Горностаев
В середине XIX в. дом и церковь пришли в ветхость. В 1857 году здание подворья было перестроено по проекту академика архитектуры, профессора Императорской Академии художеств  А. М. Горностаева.
Как указывает петербургский искусствовед и историк архитектуры В. Г. Лисовский, «в результате осуществления этого проекта план стоявшего здесь двухэтажного дома изменился незначительно, но на фасаде вместо классических сандриков появились “русские” фигурные наличники, а паперть, входившая в комплекс подворья, получила шатровое завершение; переделке подверглись и ворота во двор. Вследствие этих перемен облик здания стал ближе национальной традиции». Вероятно, по проекту же Горностаева для Сергиевской церкви изготовили дубовый иконостас. В советское время колокольня и паперть исчезли, но вход и часть постройки сохранились.

### Перестройка. Архитектор С. В. Садовников
В 1870-х годах подворье подверглось капитальной реконструкции. По проекту архитектора С. В. Садовникова  здание надстроили третьим этажом и расширили. Отделку лицевого фасада на участке первых двух этажей Садовников сохранил почти полностью, добавив несколько пилястр, рустованных по первому и гладких во втором этажах. Сохранилась без изменений, вписываясь в третий ярус, колокольня. По центру здания был устроен фигурный фронтон в виде трех «кокошников», но главное — появилась новая церковь. «На свободном месте, во дворе, построен новый храм в честь Святой Троицы. Храм соединен северной стороною с прежнею церковью… Вход в новый храм остался прежний узкий, так что, желая попасть туда, нужно пройти прежнюю маленькую церковь. Над кровлей подворья возвышался церковный купол, украшенный звездами. В куполе находилось изображение бога Саваофа».
Наружные стены храма не были отштукатурены, кирпичная кладка выполнена под «расшивку» швов с последующей покраской.
12 февраля 1873 года Троицкая церковь была освящена Московским митрополитом Иннокентием.
Переделке подверглись и въездные ворота подворья. Они были надстроены до трех этажей и объединены с главным зданием единым фасадом. Позже архитектор Е. И. Винтергальтер, осуществлявший переделку внутренних интерьеров, перенес парадный вход с набережной Фонтанки ближе к воротам (с 8-й на 11-ю ось). В оконном проеме была проложена новая дверь с навесом, которая в настоящее время служит входом в находящуюся здесь городскую библиотеку им. В. В. Маяковского.

### Век XX
C 1920 по 1923 годы на Троицком подворье действовали Петроградский богословский институт и Богословско-пастырское училище. После закрытия подворья в 1923 году в здании на Фонтанке поселился пролетарский клуб «Старая и Молодая гвардия», просуществовавший по этому адресу до 1938 года. И вновь здание подверглось серьёзным изменениям. В бывшей Троицкой церкви, под церковным куполом, расположился большой зрительный зал. В куполе вместо Бога Саваофа появилось изображение эмблемы Коммунистического Интернационала молодёжи. Был разрушен мраморный иконостас, на месте алтаря устроена театральная сцена. В 1930–1931 годах церковный купол разобрали, с фасада были сбиты керамические и скульптурные детали, фигурные наличники, вместо «кокошников» над центральной частью появился единый безликий фронтон, на втором этаже установили два балкона и убрали над входами металлические козырьки на чугунных колонках.  Денег на ремонт не хватало, поэтому часть церковных помещений почти не переделывалась, проводились только отделочные работы . В итоге культовый дом стал полностью соответствовать веяниям времени.

### Библиотека им. В. В. Маяковского
В 1939–1940-х годах в здание на набережной Фонтанки, 44, с площади Лассаля (пл. Искусств), 3, переехала Ленинградская центральная библиотека ГОРОНО, ныне Центральная городская публичная библиотека им. В. В. Маяковского. В тяжелые военные годы библиотека не прекращала работу. Было организовано обслуживание читателей, сначала в бомбоубежище, а с прекращением подачи электричества — в дневные часы в вестибюле библиотеки. Ежедневно сотрудники дежурили на крыше здания, спасая его от зажигательных бомб и пожара. 7 ноября 1942 года от бомбы, брошенной на соседнее здание райкома партии (д. 42), и обвала этого здания на крышу библиотеки, рухнул потолок, завалив помещение абонемента. Но библиотека продолжала работать и помогала выживать. Пережившие блокаду ленинградцы долго помнили кипяток в подвале библиотеки, которым поили замерзших читателей.
В 1946 году здание было частично отремонтировано, ликвидированы повреждения, нанесенные войной. В 1968 году дом на Фонтанке пошёл на капитальный ремонт, но только в 1977 году библиотека вернулась в старое здание, полностью перестроенное под её нужды. Путем устройства дополнительных перекрытий в высоком зале бывшего Троицкого храма и других местах рабочая площадь библиотеки увеличилась на 850 кв. м. В конце 1980-х годов родилась идея восстановить исторический фасад здания. Трудно было разыскать подлинные чертежи утраченной лепнины. Помогли сотрудники Публичной библиотеки и монахи Свято-Троицкой Сергиевой пустыни. Осенью 1995 года зданию был возвращен исторический облик. «Санкт-Петербургские ведомости» сообщали: «Возродился оригинальный русский терем со всеми присущими ему деталями отделки. Воссоздали замысловатый декор А. М. Горностаева мастера объединения ”Меркурий”». 
В 2018—2021 годах здание было вновь капитально отремонтировано, реконструированы интерьеры,  проведены реставрационные работы на фасаде .
Проект реконструкции был разработан архитектурным бюро "Студия 44", работы проведены компанией ПСБ "ЖилСтрой" .

## Галерея

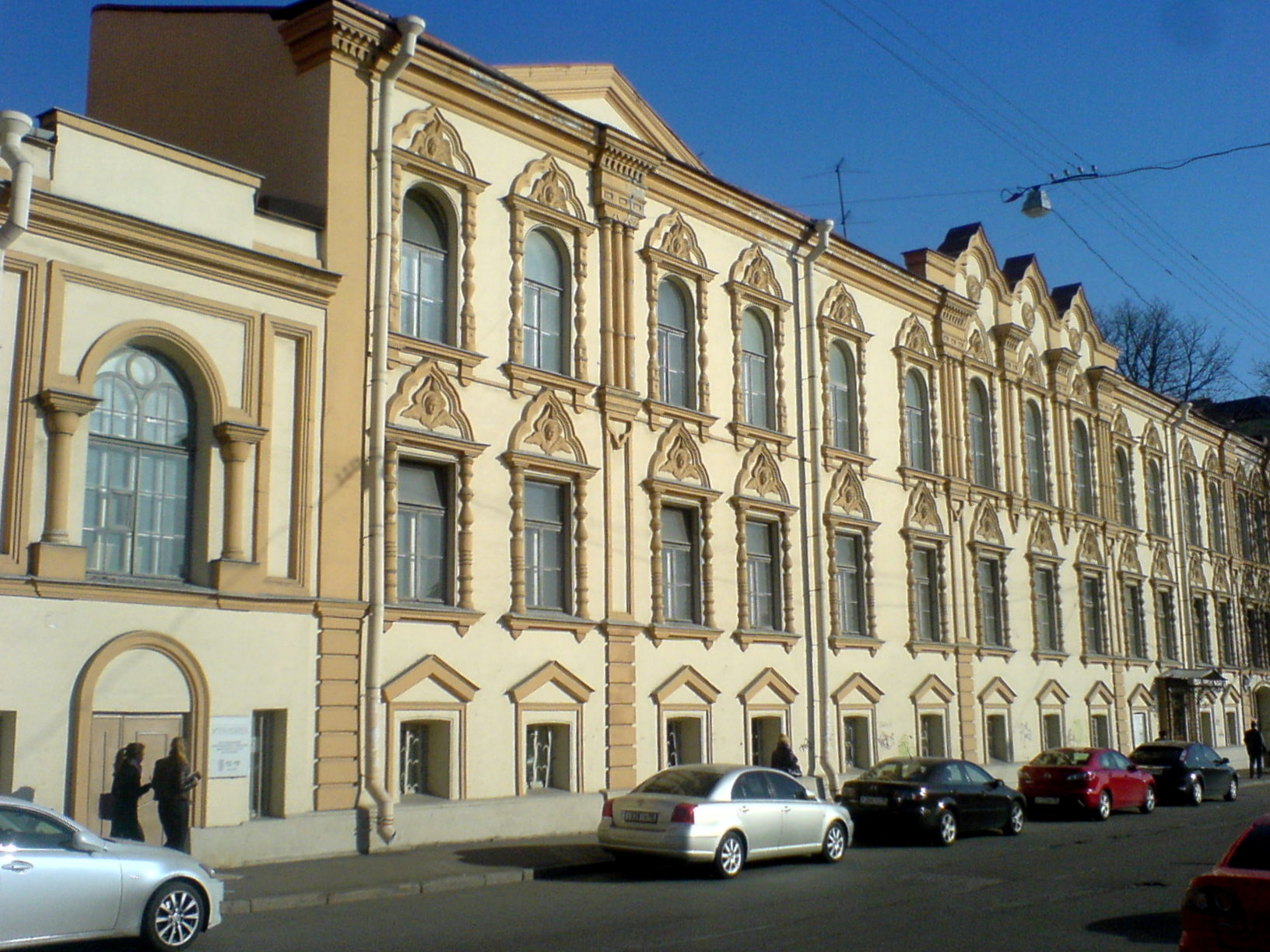
Фасад здания (2010)
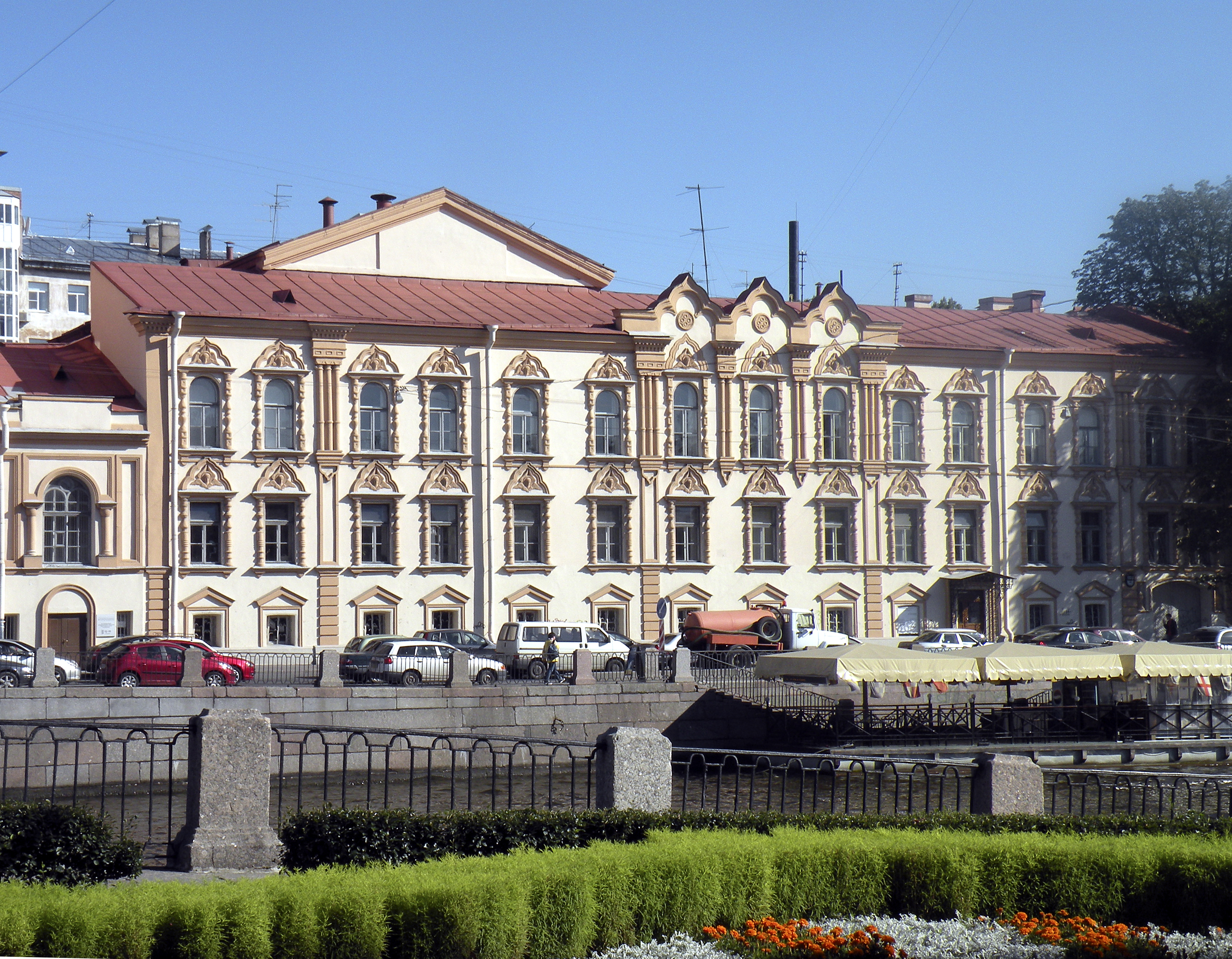
Фасад здания (2009)
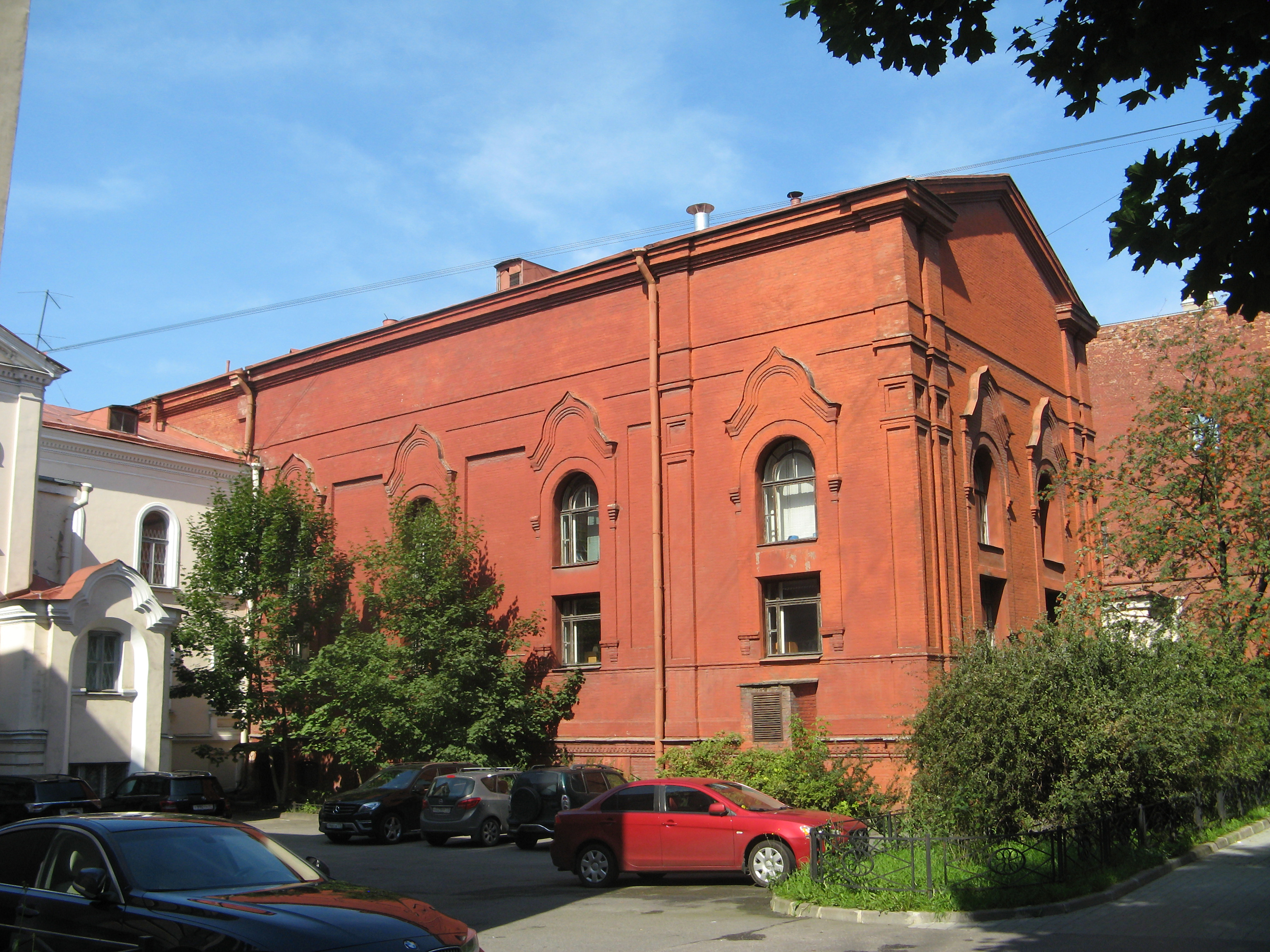
Вид со двора
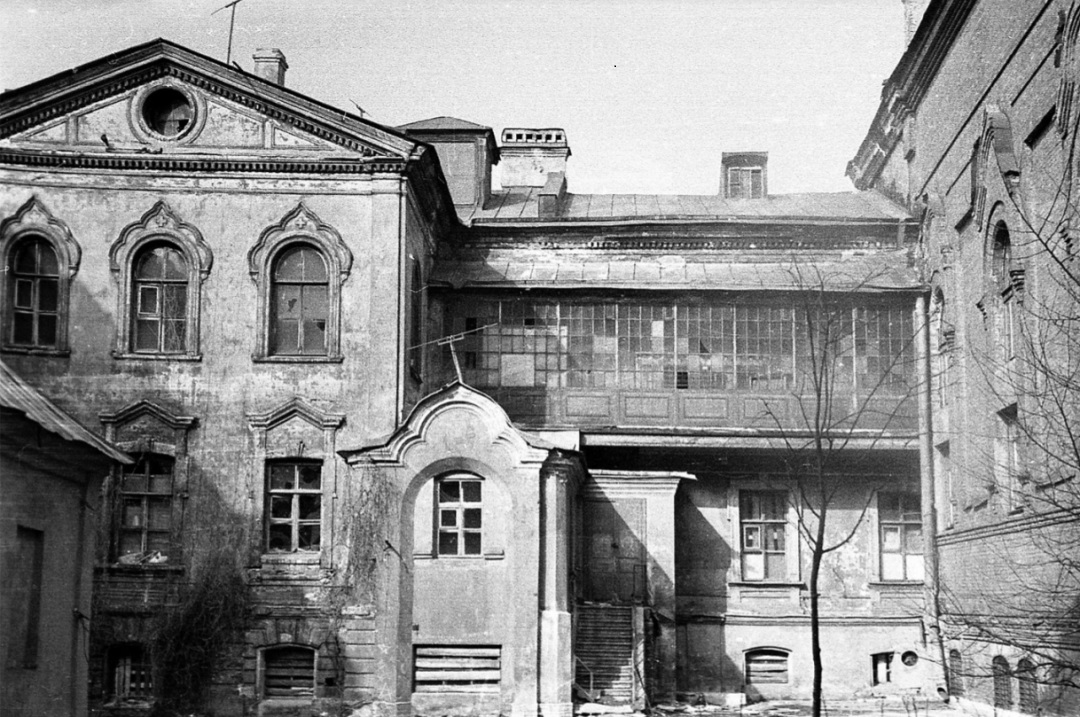
Вид со двора (конец 1960-х - начало 1970-х гг.)
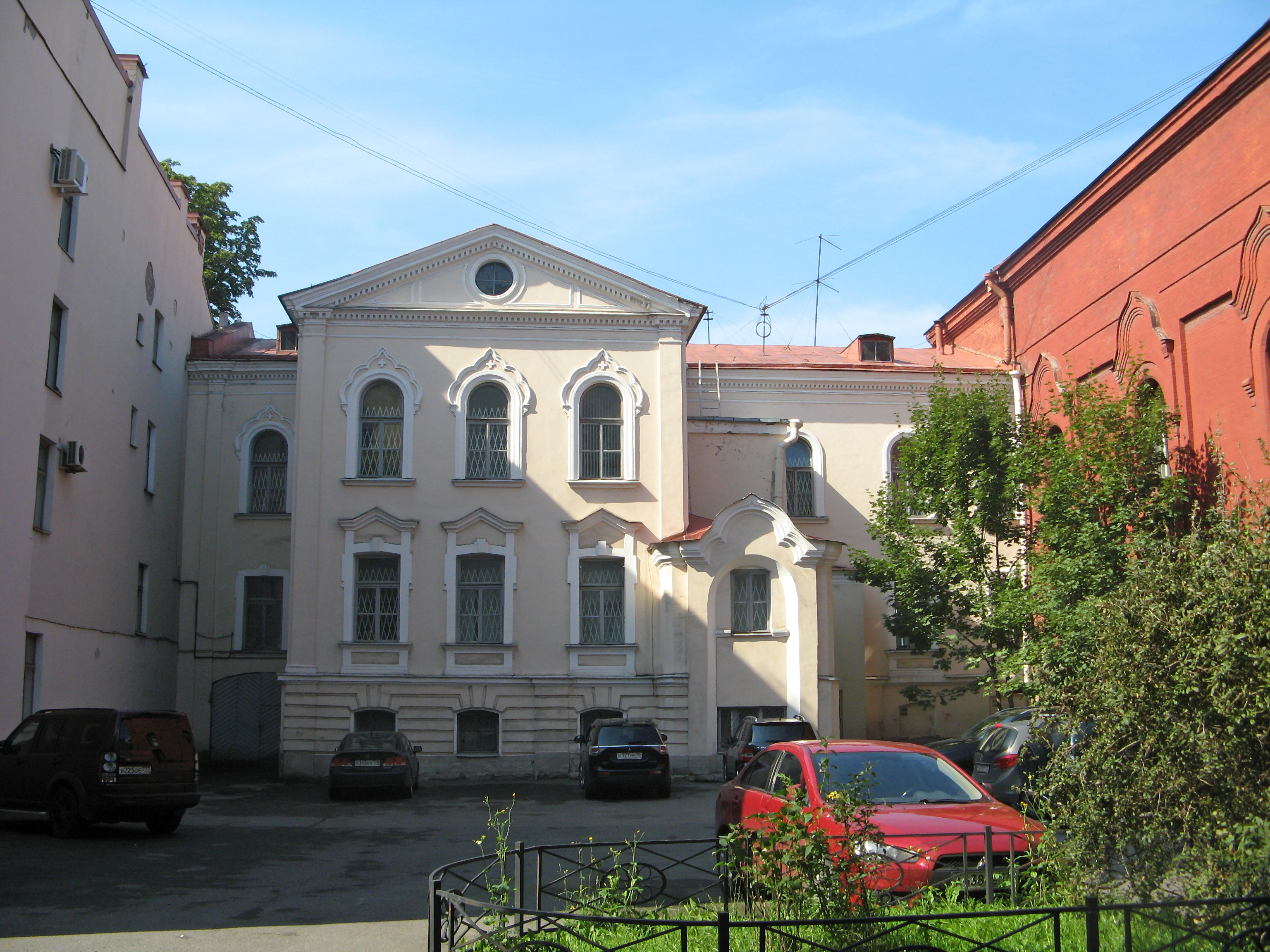
Вид со двора (2016 год)
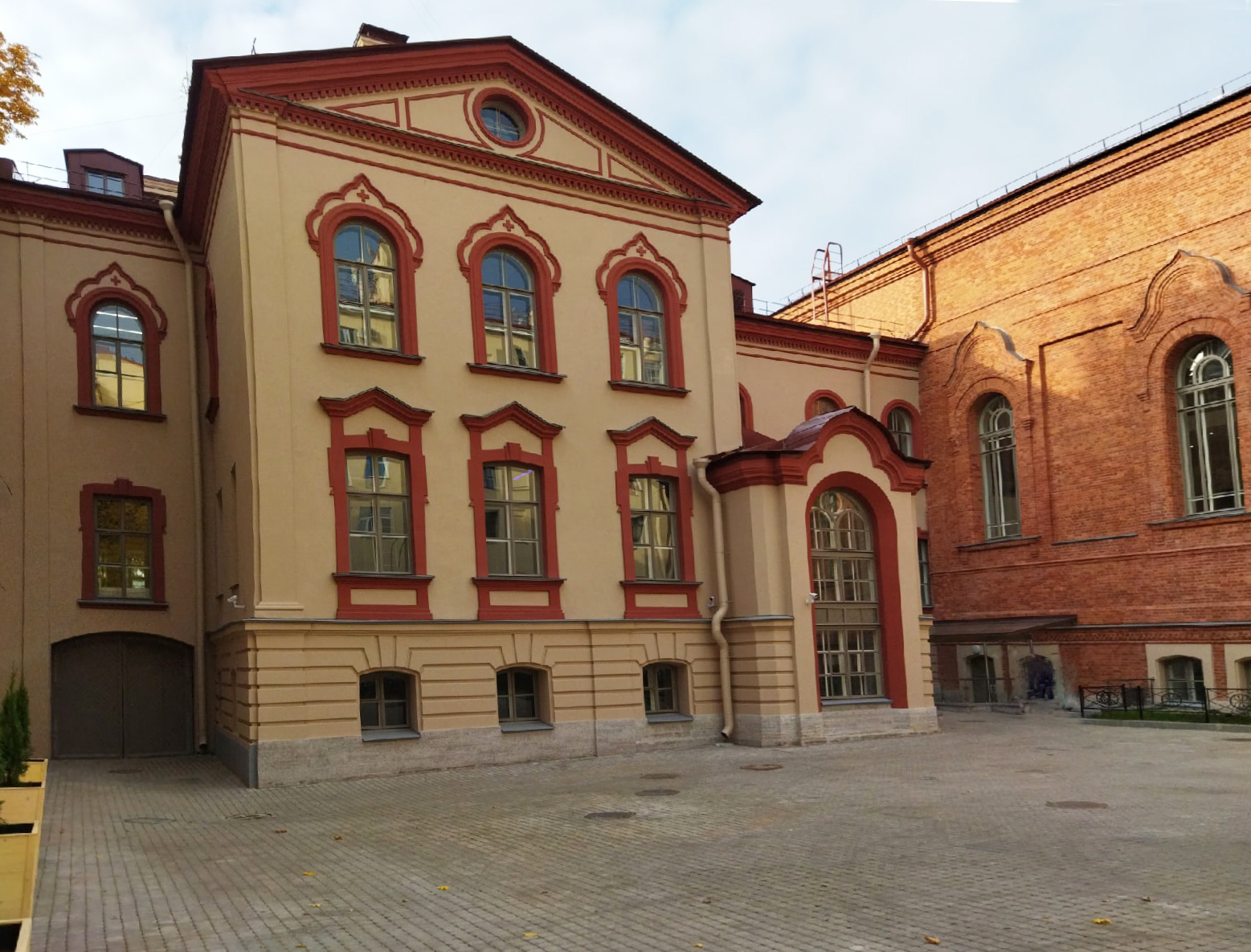
Вид со двора после реконструкции 2021 года
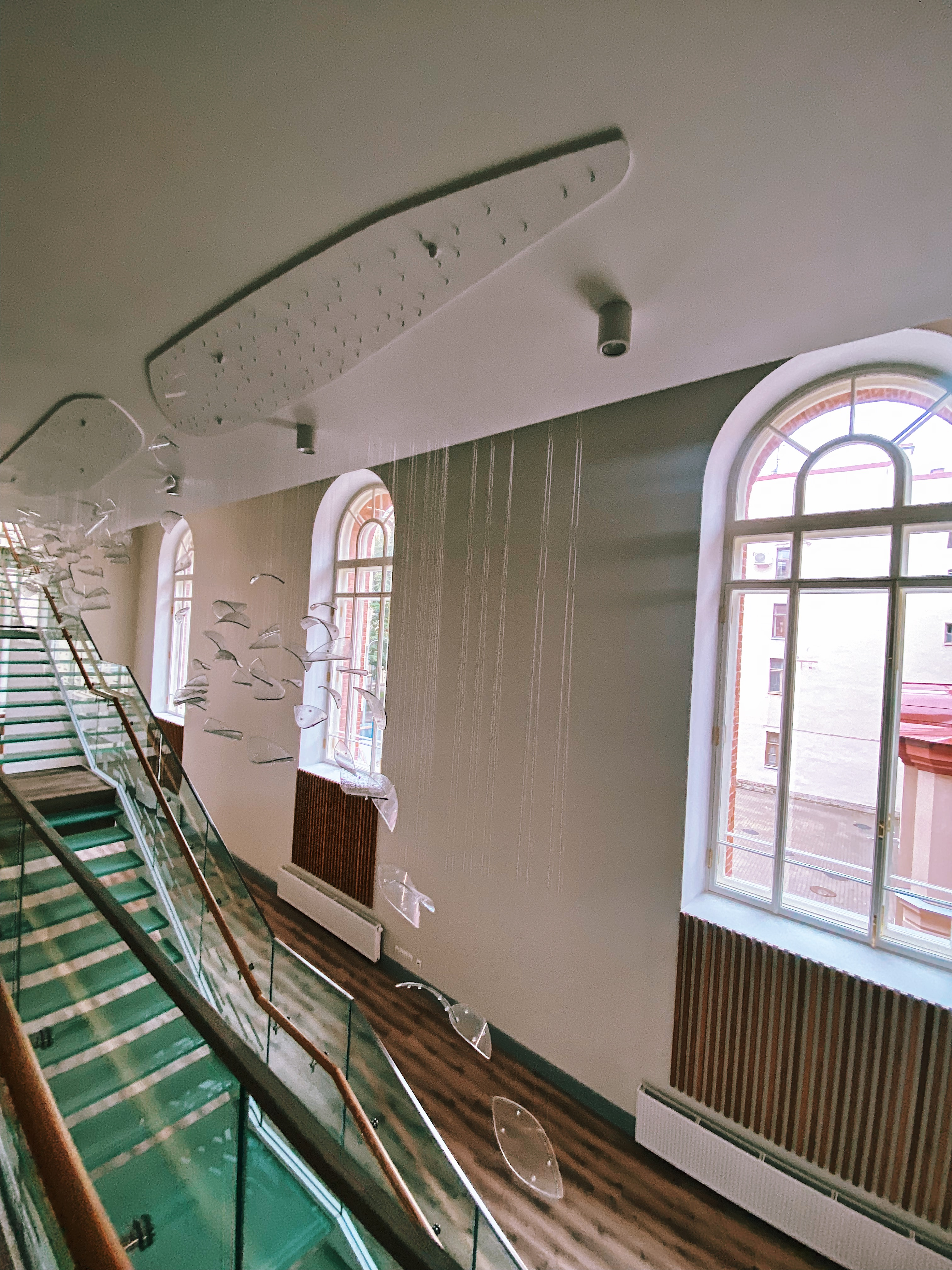
Интерьер здания после реконструкции 2021 года
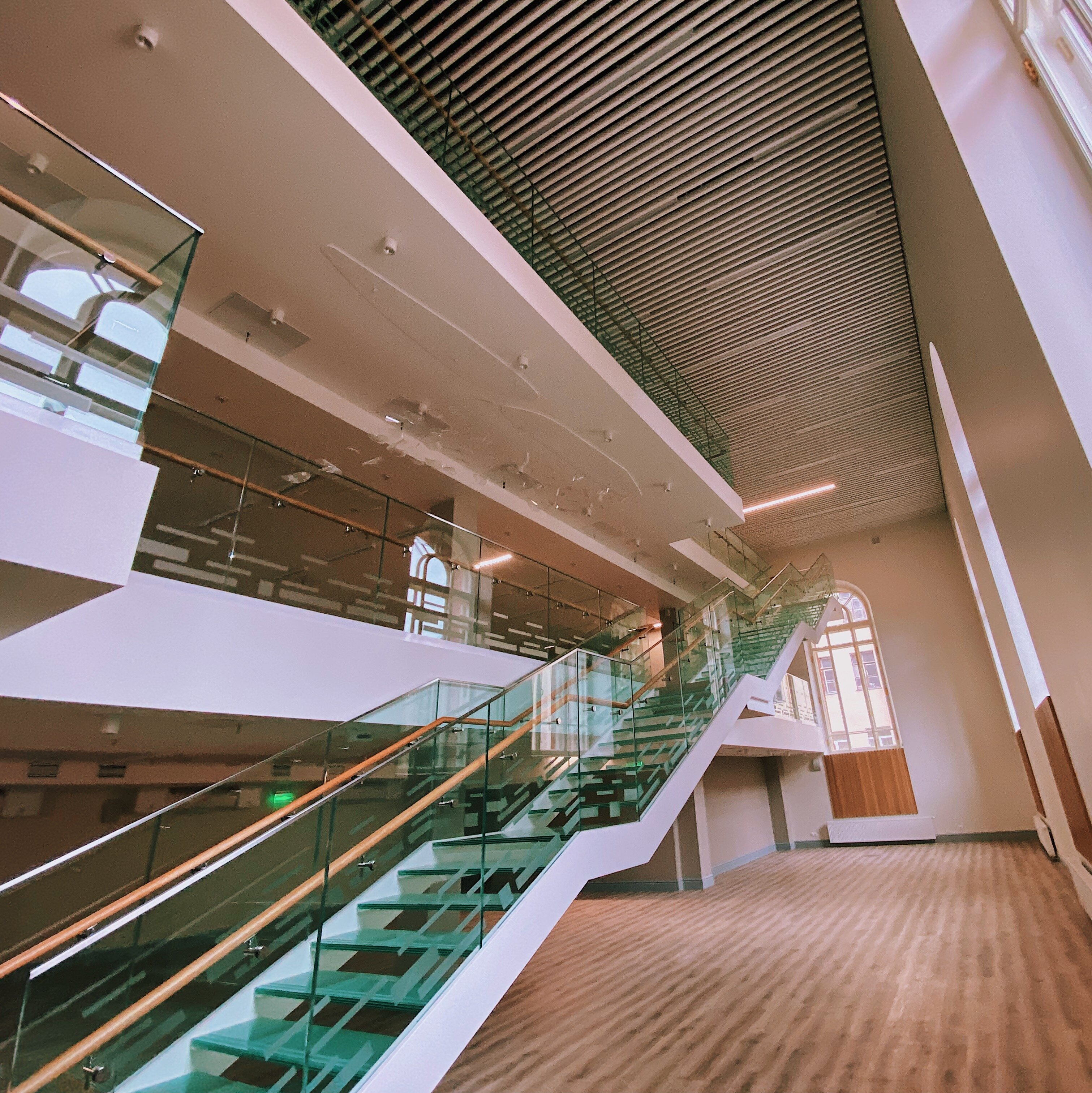
Стеклянная лестница на антресоли
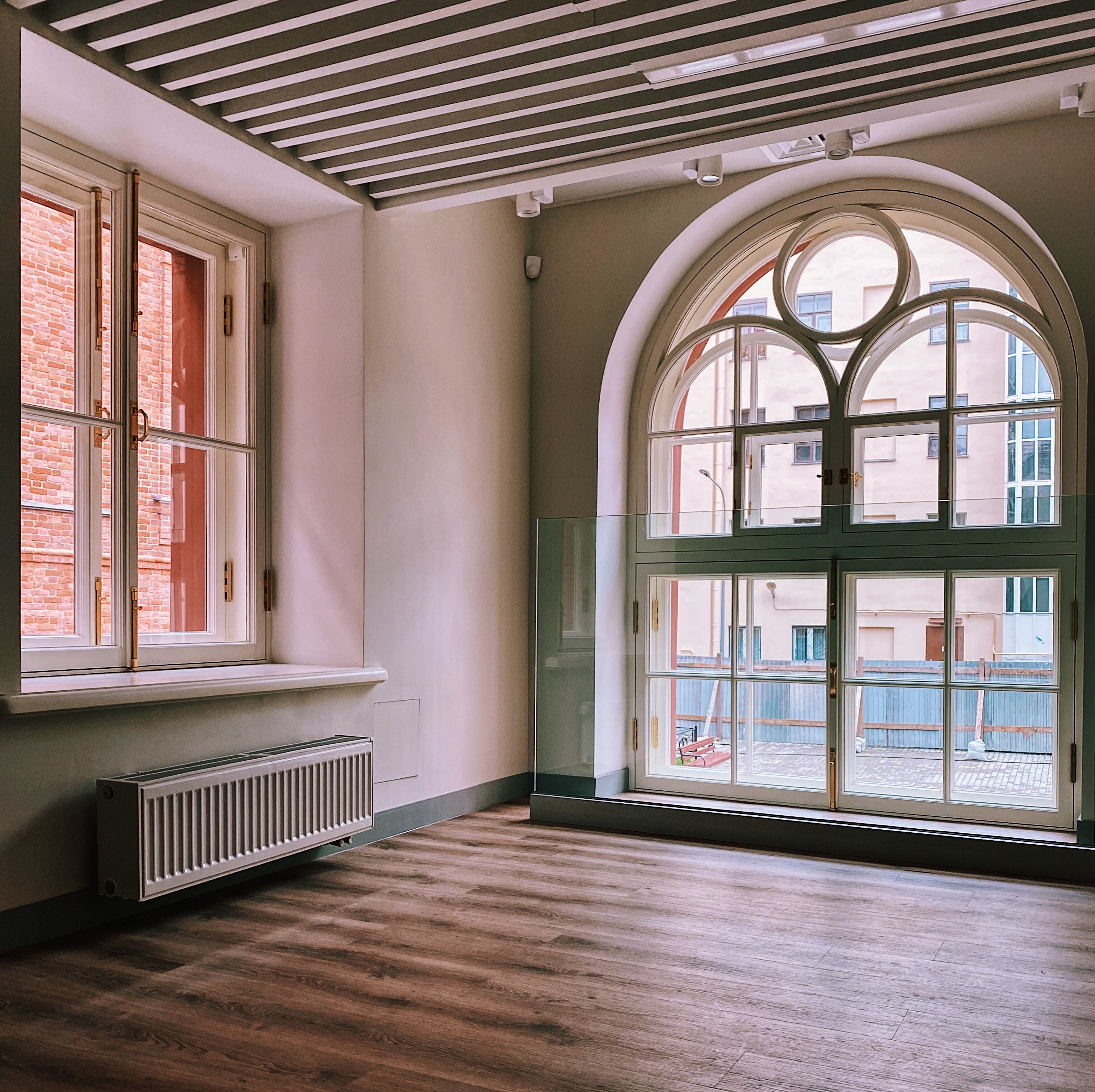
Окно во двор (после реконструкции 2021 года)
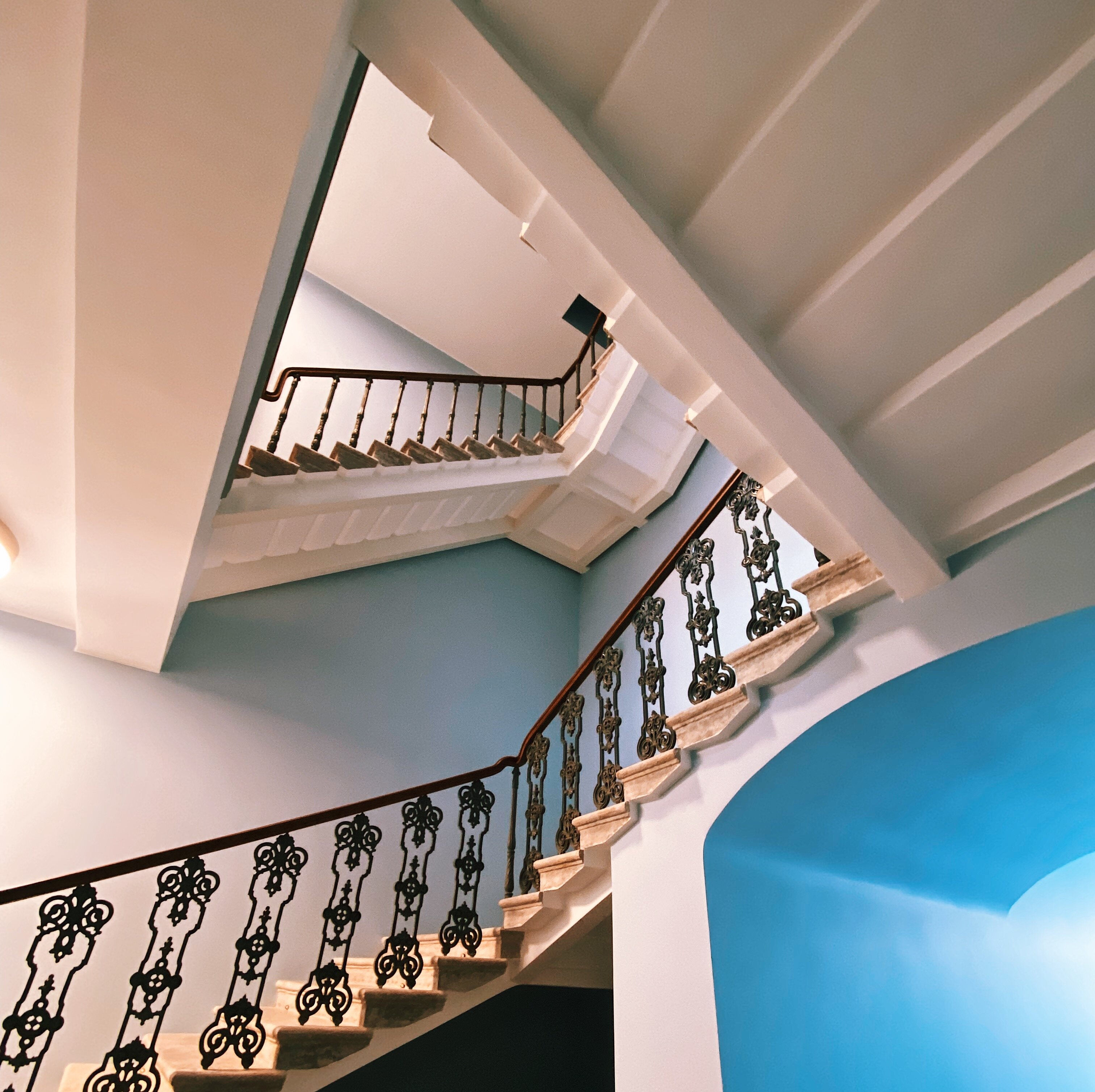
Главная лестница (после реконструкции 2021 года)
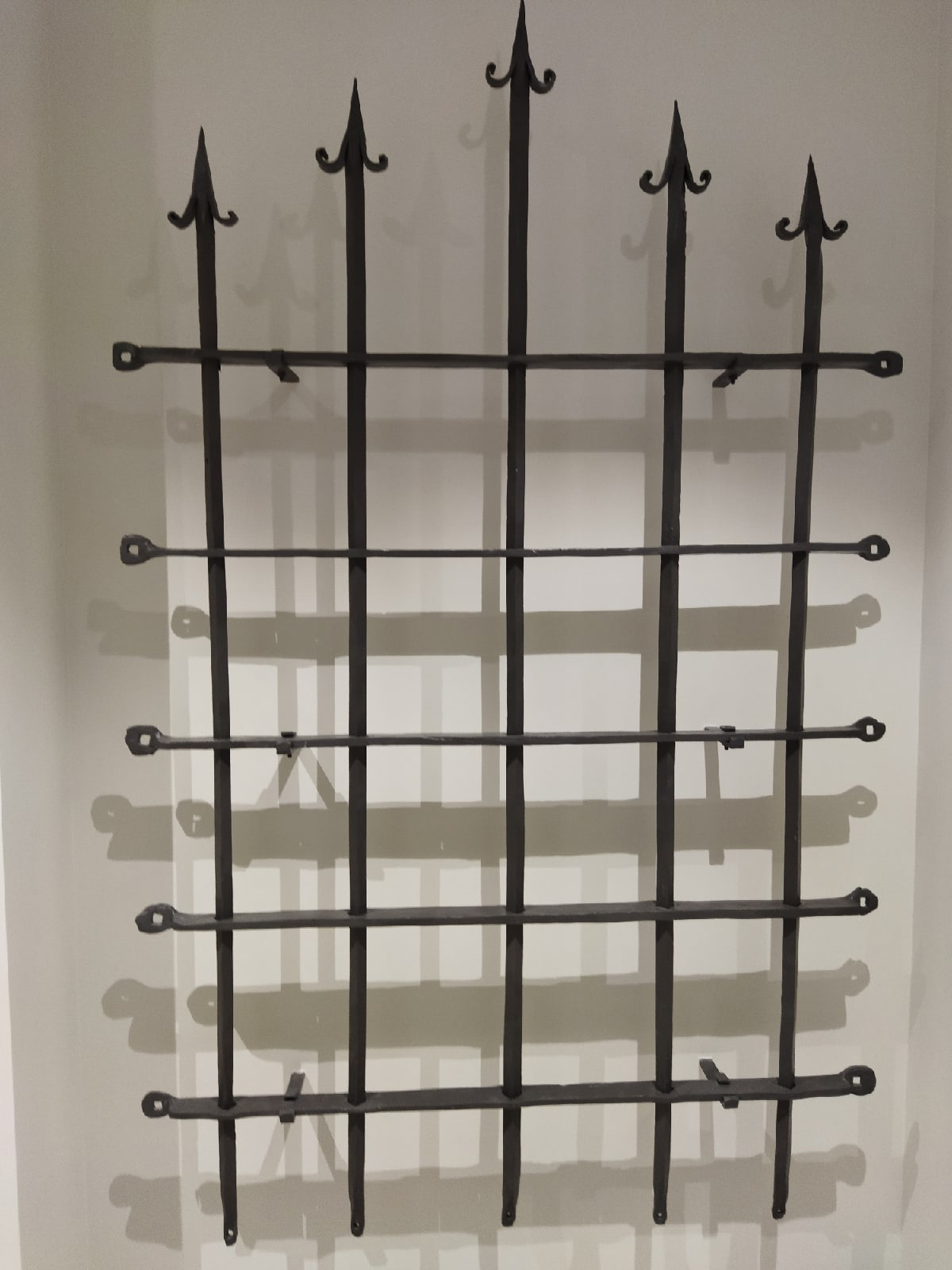
Решетка 1800 года из экспозиции ЦГПБ им. В. В. Маяковского
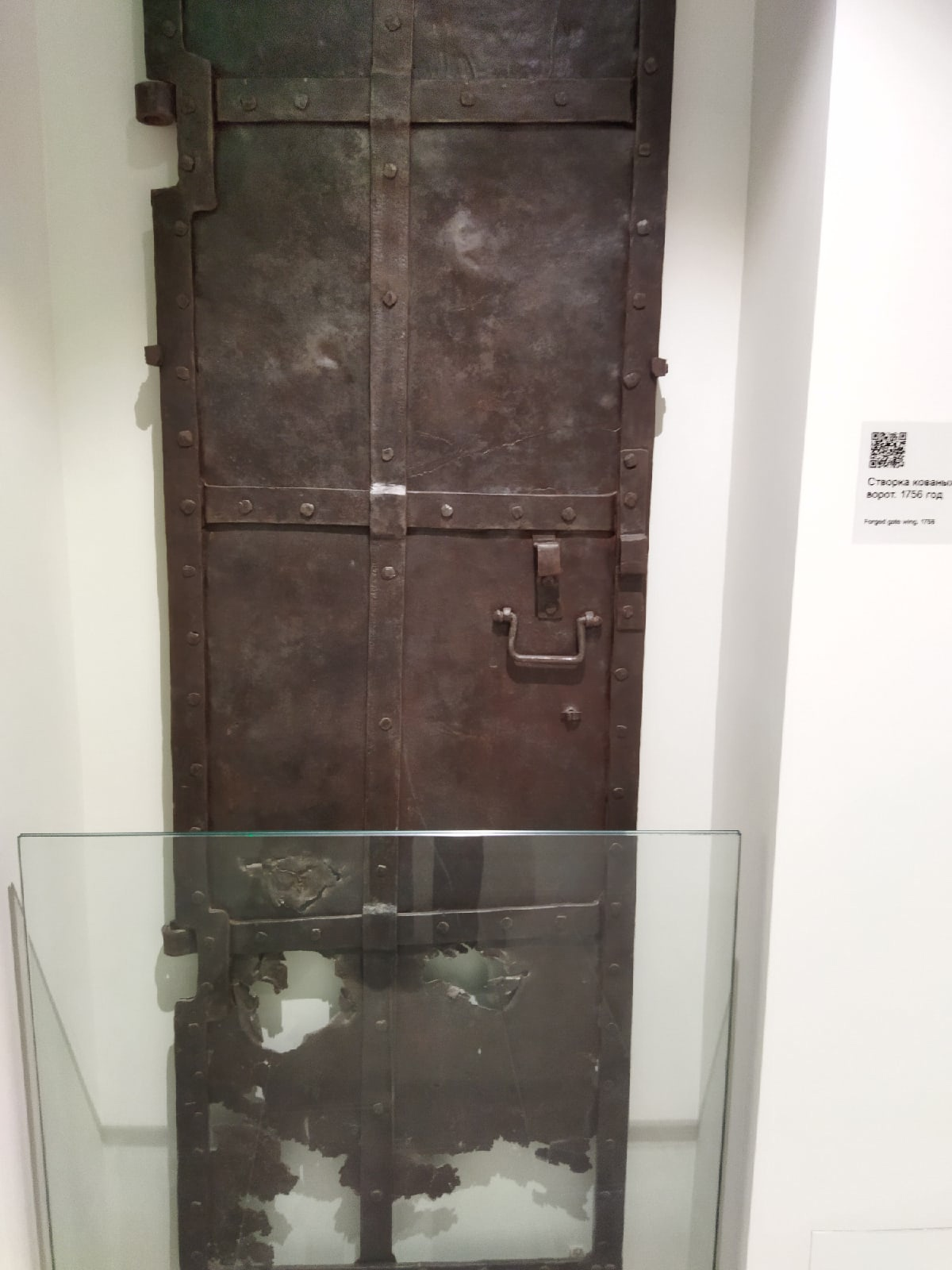
Фрагмент ворот 1756 года из экспозиции ЦГПБ им. В. В. Маяковского